# Anna Petronella van Heerden
Anna Petronella van Heerden (Estado Livre de Orange, 26 de abril de 1887 – Cidade do Cabo, 10 de janeiro de 1975) foi a primeira mulher africânder a qualificar-se como médica. Sua tese, pela qual obteve um doutorado em 1923, foi a primeira tese de medicina escrita em africâner. Van Heerden se especializou em ginecologia e aposentou-se em 1942. Ela também fez parte do corpo médico sul-africano durante a Segunda Guerra Mundial.

## Educação e carreira
Van Heerden nasceu em 26 de abril de 1887 em Bethlehem, Estado Livre de Orange. Seus pais eram François Willem van Heerden e Josephine Ryneva Beck Horak. Ela era a filha do meio de três crianças.
Van Heerden foi educada no Seminário Hugenot em Wellington e no Victoria College em Stellenbosch. Ela estudou na Universidade de Amsterdã de 1908 a 1915, onde graduou-se em medicina. Van Heerden serviu como interna no hospital Volkshuishospitaal em Bloemfontein em 1916 e passou a ter seu próprio consultório em Harrismith a partir de 1917. Ela se especializou em Ginecologia em Londres em 1921 antes de retornar a Amsterdã para completar seu doutorado. Após obter seu doutorado em 1923 com a tese "Die sogenamde adenioma van die ovarium" (O chamado adenoma do ovário), ela mudou-se para a Cidade do Cabo, onde passou a trabalhar como ginecologista. Van Heerden serviu no corpo médico sul-africano durante a Segunda Guerra Mundial e em 1942 ela se aposentou.

## Outras atividades

### Ativismo político
Ela participou do comitê principal do Partido Nacional em 1924 e teve um papel ativo na disputa pela bandeira nacional do país. Ela também fez campanha pelo sufrágio feminino.

### Arqueologia
Em 1931 Van Heerden fez parte das escavações no Monte Carmelo lideradas por Dorothy Garrod.

### Publicações
Van Heerden publicou dois textos autobiográficos: Kerssnuitsels (1962) (Biscoitos Natalinos) e Die sestiende koppie (1965) (A décima sexta taça), e outros trabalhos, incluindo Waarom Ek ‘n Sosialis Is (1938) (Por que eu sou socialista), Geslagsregister van die familie Van Heerden (1969) (Árvore genealógica da família Van Heerden) e Dames XVII (1969) (Damas XVII)
As memórias de Van Heerden receberam pouca atenção acadêmica até depois de 2000. Desde então, alguns estudos foram feitos sobre suas poucas obras. Lizelle Smit apresentou uma dissertação de mestrado sobre a "Escrita da vida das mulheres sul-africanas" em 2015 e alguns pontos relacionados a Van Heerden nessa pesquisa eram: 1) suas manipulações sutis do conteúdo autobiográfico para transmitir questões importantes para a juventude africânderr da época; 2) a mudança na apresentação de questões feministas e sua identidade sexual lésbica, especialmente à luz do fato de que a África do Sul não aceitou a existência de lésbicas durante a maior parte da vida de Van Heerden; e 3) suas críticas quanto à desigualdade de gênero.

## Morte
Van Heerden passou o período após a aposentadoria trabalhando em uma fazenda onde criava gado. Ela era vista frequentemente participando de leilões de gado, o que era inédito para uma mulher da África do Sul naquela época. Van Heerden nunca se casou, e morreu na Cidade do Cabo em 10 de janeiro de 1975.